# Escut de Tormos
L'escut oficial de Tormos té el següent blasonament:
| « | Escut quadrilong de punta redona, truncat. Al primer quarter, en camp de gules, un calze d'or amb una serp d'argent. Al segon quarter, en camp d'argent, un castell del seu color, maçonat i aclarit de sable, sobre penyes de gules. Per timbre, una corona reial oberta. | » |

## Història
Resolució del 3 de juliol de 2003, del conseller de Justícia i Administracions Públiques. Publicat en el DOGV núm. 4.591, del 19 de setembre de 2003.
El calze amb la serp és l'atribut de sant Lluís Bertran, patró del poble, ja que segons la tradició el frare dominic va sortir indemne d'un intent d'enverinament a causa de la protecció divina. A sota, el castell de Tormos, avui en ruïnes, dalt del turó.